# Preston Candover
Preston Candover is een civil parish in het bestuurlijke gebied Basingstoke and Deane, in het Engelse graafschap Hampshire met 510 inwoners.